# Sterlet
Der Sterlet (Huso ruthenus, Synonym: Acipenser ruthenus) ist eine Fischart aus der Familie der Störe (Acipenseridae). Mit einer Länge von etwa 40 bis 100 Zentimetern gehört er zu den kleineren Arten der Gruppe.

## Merkmale

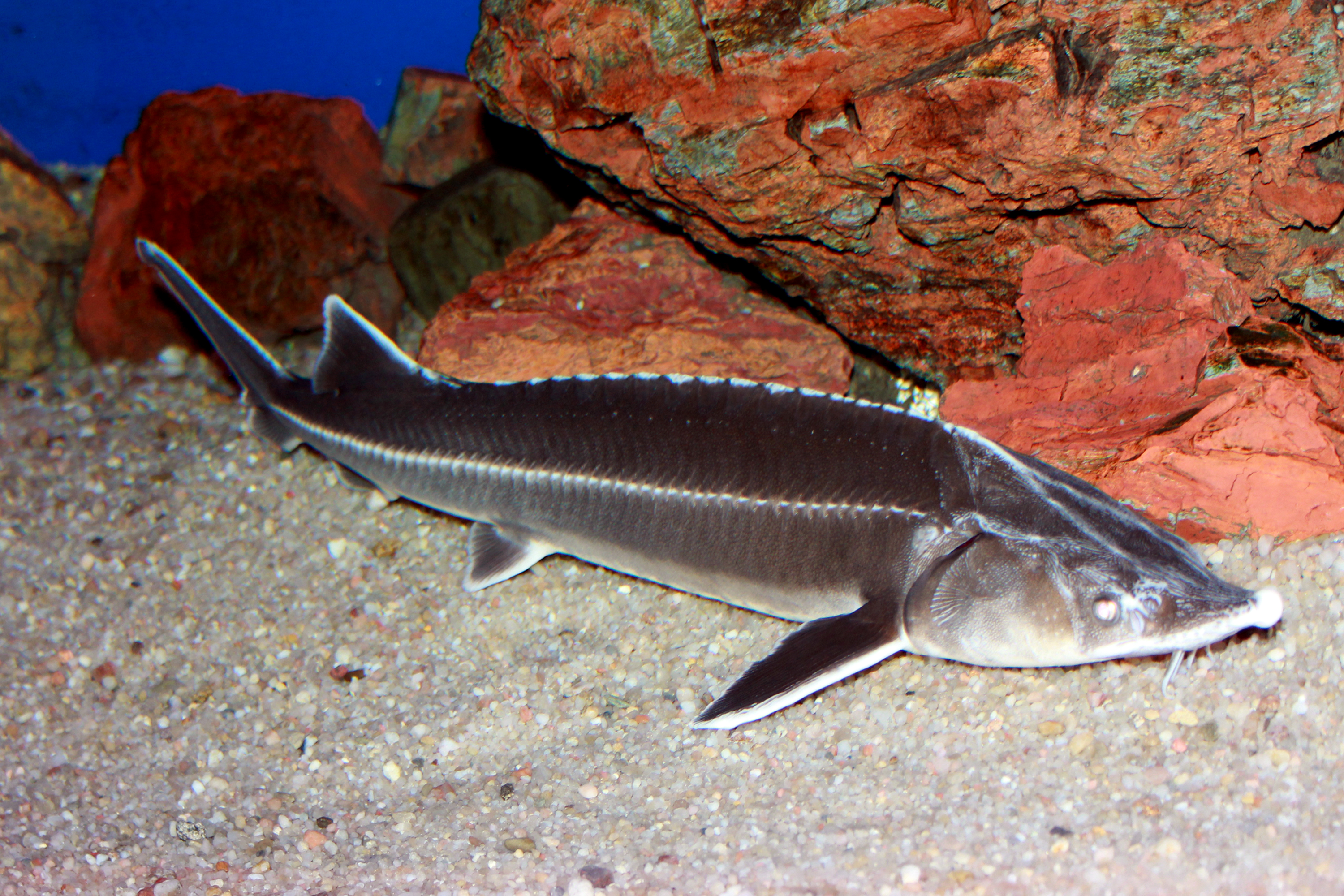
Sterlet in der Ausstellung „Subaqueous Vltava“, Prag

Der Sterlet besitzt einen schlanken Körper mit einem unterständigen, vorstreckbaren Maul. Er hat eine dunkelgraue bis braune Grundfärbung, der Bauch ist gelblich bis weiß mit rotem Schimmer.
An der leicht aufwärts gebogenen Schnauze befinden sich vier gefranste, gleich lange Barteln in einer Querreihe, die bis zum vorderen Mundrand reichen. Er besitzt insgesamt fünf Reihen von Knochenplatten als Körperbedeckung: 11 bis 17 elfenbeinfarbige Rückenschilde mit scharfen Kamm und Haken sowie 60 bis 70 Seitenschilde, die von der Schwanzwurzel bis zum Kiemendeckel reichen. 16 bis 18 der Knochenplatten sitzen zwischen den Brust- und den Bauchflossen. In der Haut gibt es noch ganz kleine Schüppchen.
Die Schwanzflosse ist wie bei allen Stören asymmetrisch aufgebaut (heterocerk), wobei der obere Teil länger als der untere ist. Die Rücken- und die Afterflosse befinden sich im letzten Viertel des Körpers.

## Vorkommen

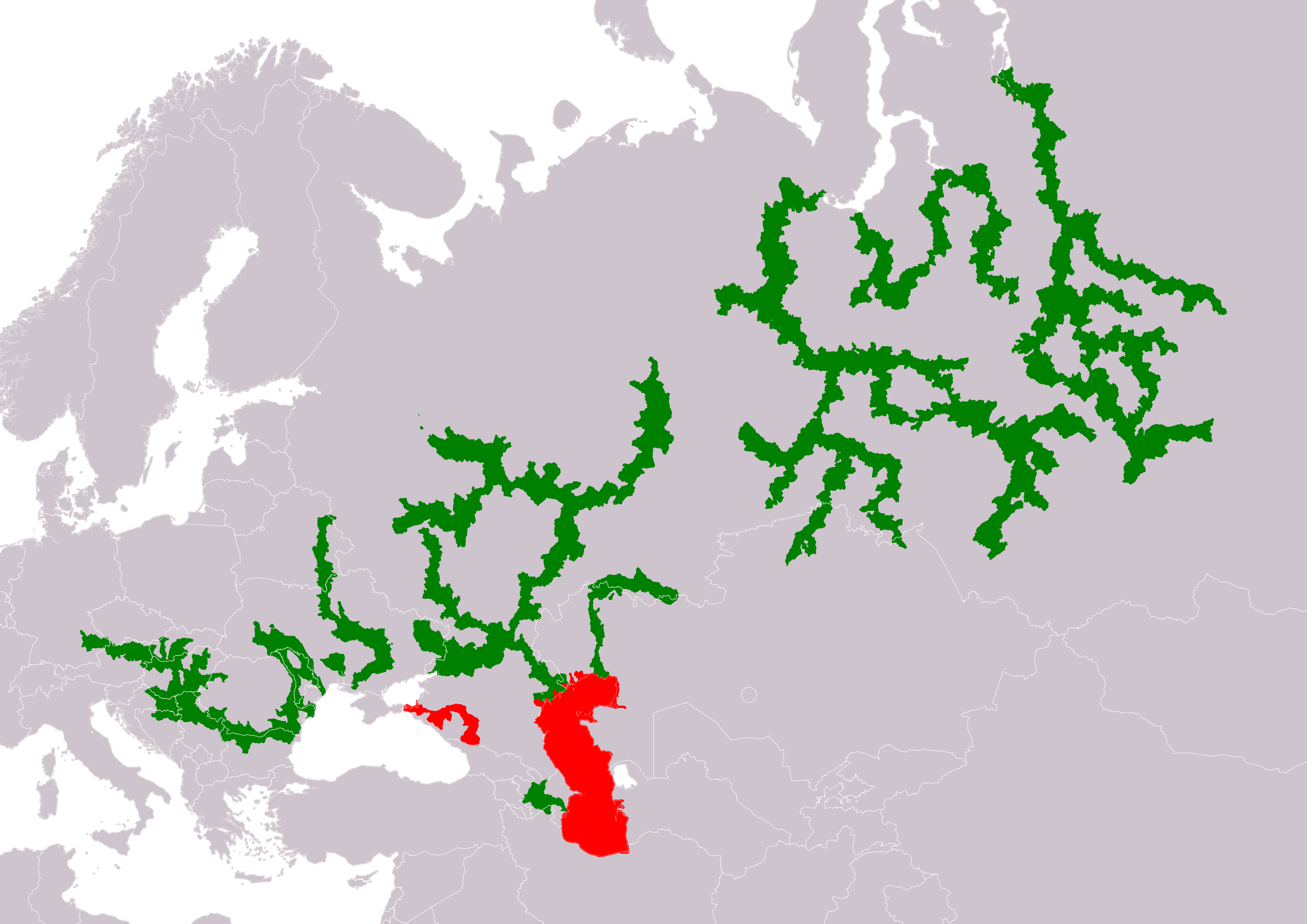
Verbreitung des Sterlets:
Ganzjähriges Vorkommen
Population erloschen

Der Sterlet lebt in Flüssen im Einzugsgebiet des Kaspischen, Schwarzen, Asowschen und Nordpolarmeeres sowie in Flüssen und Seen Nordrusslands und einigen Zuflüssen der Ostsee. In der Donau dringt er bis Bayern vor. Durch Besatz findet man ihn mittlerweile auch in einigen Baggerseen in Mitteleuropa.
Ins Meer wandert er im Gegensatz zu anderen Stören nicht.

## Lebensweise
Der Sterlet ist ein Fließgewässer liebender (rheophiler) Bodenbewohner, der auch gelegentlich im Brackwasser vorkommt. Die laichreifen Sterlets ziehen im April bis Juni die Flüsse hinauf, wo sie auf Kies laichen. Dabei kann ein Weibchen mehr als 10.000 Eier ablegen, die an Steinen festkleben. Die Brut wird, nachdem sie nach vier bis fünf  Tagen geschlüpft ist, von der Strömung fortgetragen. Nach etwa 3 bis 5 Jahren sind die Männchen und nach 7 bis 9 Jahren die Weibchen geschlechtsreif.
Der Sterlet ernährt sich vorwiegend von Wirbellosen wie Würmern, Schnecken, Insektenlarven und Kleinkrebsen. Im Winter sucht der Fisch tiefere, ruhige Zonen auf.

## Systematik
Der Sterlet ist eine von zehn Arten der Gattung Huso. Zu der Gattung gehören auch der großwüchsige Europäische Hausen (H. sturio) und der Waxdick (H. gueldenstaedti), die ebenfalls in europäischen Gewässern anzutreffen sind.

## Gefährdung
Vor allem ein Rückgang der Laichplätze, die zu starke Befischung sowie die Verschmutzung der Gewässer haben zu einem starken Rückgang der Bestände des Sterlet geführt. Er steht auf der Roten Liste der IUCN in der Kategorie 1 und 2 „vom Aussterben bedroht“ und ist durch das Washingtoner Artenschutz-Übereinkommen geschützt.
Der Sterlet wird heute beim Projekt LIFE-Boat 4 Sturgeon und mancherorts in Aquakultur gehalten, gezüchtet und manchmal auch ausgewildert. In Russland wird der Laich zu Kaviar verarbeitet.

## Forschung
Von der Abteilung Naturschutz des Landes Oberösterreich in Kooperation mit dem Oö. Fischereiverband und Bayern wurden beim Kraftwerk Jochenstein 50 Störe mit Netzen gefangen und mit Sendern ausgestattet, um sie von Fixstationen oder Booten aus orten zu können. Auch Genproben wurden genommen. Ziel ist es, den Erhalt der Art hier in der Donau zu fördern.

## Belege